# Gustav Porges z Portheimu
Gustav Porges šlechtic z Portheimu (německy Gustav Porges Edler von Portheim, 7. srpna 1823 - 8. března 1916, Praha) byl český židovský podnikatel z rodu Porgesů z Portheimu, významná osobnost českého a rakouského družstevnictví.

## Život
Gustav Porges byl synem průmyslového magnáta Mosese Gabriela Porgese (1781-1870), ze židovské podnikatelské rodiny se sídlem ve Vídni a Praze. Gustavův dědeček Gabriel Porges Spira (1738–1824) byl rabínem v Praze. Gustavův otec Moses, a otcův bratr (Gustavův strýc) Juda Leopold Porges (1785–1869) byli v roce 1841 povýšeni do dědičného rakouského šlechtického stavu s predikátem „Edler von Portheim“ (šlechtic z Portheimu).   
Do dědičného rytířského stavu v Rakousku byl v roce 1879 povýšen také Gustavův bratranec, průmyslový magnát a politik Eduard Porges z Portheimu (1826-1907). 

### Funkce v družstvech
Gustav Porges z Portheimu byl jedním ze zakladatelů spořitelního a úvěrního spolku na Smíchově a v letech 1869 až 1894 byl předsedou dozorčí rady. 
Od roku 1872 byl v kontaktu s Generálním sdružením svépomocných obchodních a hospodářských družstev v Rakousku (od roku 1930 Österreichischer Genossenschaftsverband), byl propagátorem spolkových zájmů a pravidelným návštěvníkem spolkových dnů. 
V roce 1879 byl zvolen předsedou spolkového výboru a tuto funkci zastával až do roku 1891. V roce 1880 byl zvolen stál v čele spolku a přinášeli osobní oběti pro jeho zachování. Byl jedním z nejvýznamnějších zastánců advokáta sdružení, Hermanna Zillera. 

## Prameny
- Johann Brazda, Robert Schediwy, Tode Todev: Selbsthilfe oder politisierte Wirtschaft, Zur Geschichte des österreichischen Genossenschaftsverbandes (Schulze Delitzsch) 1872 bis 1997, Wien 1997